# FODMAP
Das Akronym FODMAP ist die englische Abkürzung für fermentable oligo-, di-, monosaccharides and polyols (deutsch fermentierbare Oligo-, Di-, Monosaccharide und Polyole, vereinfacht etwa „vergärbare Mehrfach-, Zweifach-, Einfachzucker und mehrwertige Alkohole“). Es bezeichnet eine Gruppe von Kohlenhydraten und Zuckeralkoholen, die in vielen Nahrungsmitteln vorkommen und im Dünndarm nur schlecht resorbiert werden. Dieser Gruppe werden Fructose (Monosaccharid), Lactose (Disaccharid), Fructane, Galactooligosaccharide (Oligosaccharide) und Sorbit sowie Mannit (Polyole) zugerechnet.
In einer 2010 veröffentlichten klinischen Studie wurde erstmals von einer positiven Wirkung einer FODMAP-armen Ernährung auf die Symptomatik funktioneller Darmerkrankungen, z. B. des Reizdarmsyndroms (RDS), berichtet. Sie wird in der S3-Leitlinie zum Reizdarmsyndrom zur Symptomlinderung bei Erwachsenen empfohlen.

## Konzept
RDS ist eine Ausschlussdiagnose. Diese wird gestellt, wenn Magen-Darm-Beschwerden wie z. B. Durchfall und/oder Verstopfung, Blähungen, Bauchschmerzen oder Übelkeit trotz Ausschluss möglicher zugrunde liegender Erkrankungen wie Zöliakie, Morbus Crohn oder Colitis ulcerosa bestehen oder aber (wie z. B. bei Laktoseintoleranz) trotz einer adäquaten Ernährungsweise nicht verschwinden. Die Behandlung dieses Syndroms gestaltet sich als entsprechend schwierig.
Peter Gibson und Susan Shepherd führten 2010 eine klinische Untersuchung mit Reizdarm-Patienten durch und stellten fest, dass sich deren Symptome bei Einhalten einer FODMAPs-armen Ernährungsweise reduzierten. Das FODMAP-Konzept beruht auf der Annahme, dass die funktionellen Magen-Darm-Beschwerden bei RDS unter anderem auf Blähungen im Darmbereich zurückzuführen sind. Was im Umkehrschluss einen möglichen Zusammenhang zu einer vorangegangenen einseitigen Ernährungsweise ergibt, hinsichtlich einer Darmflora, die bei Betroffenen aus einer Ernährung entstanden ist, welche stark unverzweigte und simple Kohlenhydrate favorisiert.
Zu den o. g. Symptomen kommt es, weil FODMAPs im Dünndarm nur schlecht resorbiert werden. Sie wandern somit rasch in den Dickdarm, wo sie von Bakterien fermentiert (vergoren) werden. Als Nebenprodukt des Gärungsprozesses werden Gase, z. B. Wasserstoff, freigesetzt und führen zu den genannten Beschwerden, besonders wenn das Darmmikrobiom die zur Verdauung notwendigen probiotischen Bakterienstämme in nur geringen Mengen enthält, siehe Laktobazillen und Bifidobakterien.
Eine Unverträglichkeit gegenüber FODMAPs kann eine der Ursachen einer Nicht-Zöliakie-Weizensensitivität sein.

## FODMAP-arme Ernährung
Bei der FODMAP-armen oder FODMAP-reduzierten Ernährung werden FODMAPs in nur geringer Menge zu sich genommen. FODMAPs kommen in unterschiedlichen Mengen in verschiedenen Nahrungsmitteln vor:
- Fructose ist Bestandteil der meisten Obst- und Gemüsesorten. Jedoch weisen verschiedene Früchte unterschiedliche Fructosegehalte auf und werden somit z. B. auch bei Fructosemalabsorption unterschiedlich gut vertragen. So enthalten beispielsweise Äpfel etwa 5,9 g Fructose in 100 g, Gurken jedoch nur 0,86 g.[9] Ein entscheidender Faktor für die Verträglichkeit von Obst oder Gemüse ist unter anderem auch das Verhältnis von Glucose zu Fructose: Ein Lebensmittel gilt als gut verträglich bei einer Malabsorption, wenn dieses Verhältnis nicht kleiner 1 ist.[9]

- Lactose ist das dominierende Kohlenhydrat der Milch und somit in allen herkömmlichen Milchprodukten zu finden. Auch bezüglich dieses Zuckergehalts unterscheiden sich Produkte: Während Kondensmilch 9 bis 13 Gramm Lactose in 100 Gramm enthält, sind es bei Hartkäsesorten nur bis 0,4 Gramm.[10]

- Sorbitol wird, wie weitere Zuckeralkohole (Erythrit, Isomalt, Laktit, Mannit und Xylit), häufig als Süßstoff in zuckerreduzierten oder zuckerfreien Lebensmitteln eingesetzt[11], kommt jedoch in größerer Menge auch in einigen Obstsorten vor, z. B. in Pflaumen, Aprikosen, Äpfeln und Birnen.
- Oligosaccharide können bei der industriellen Fermentation von Weizen- oder anderen Getreidemehlen entstehen. Auch Urgetreide können hohe Gehalte an Oligosacchariden haben. Dem kann durch eine geeignete Teigführung entgegengewirkt werden[12].

Die wichtigste Voraussetzung, die vor der Umstellung auf eine FODMAP-arme Ernährungsweise erfüllt sein muss, ist der Ausschluss organischer Erkrankungen, die zu RDS-ähnlichen Symptomen im Magen-Darm-Trakt führen können. Bei entsprechenden Intoleranzen (Unverträglichkeiten) oder Allergien sollten außerdem entsprechende Maßnahmen ergriffen werden, in erster Linie das Vermeiden der symptomauslösenden Speisen.
Tabellen mit den FODMAP-Gehalten vieler Lebensmittel finden sich mittlerweile in deutschsprachigen Büchern und auf vor allem englischsprachigen Internetseiten. Grundsätzlich gilt: Jegliche Ernährungsumstellung sollte idealerweise unter ärztlicher Aufsicht oder mithilfe eines qualifizierten Ernährungsberaters durchgeführt werden. Zeitlich begrenzt kann eine Diätumstellung aber auch ohne ärztliche Kontrolle versucht werden. Weiterhin gilt es, individuelle (Un-)Verträglichkeiten unterschiedlicher FODMAPs-haltiger und -freier Nahrungsmittel zu beachten, da jede Person unterschiedlich auf dasselbe Nahrungsmittel reagieren kann. Daher sollte eine FODMAP-reduzierte Diät nur für einen begrenzten Zeitraum durchgeführt werden. Danach werden verschiedene Lebensmittel der unterschiedlichen FODMAP-Gruppen wieder eingeführt, um deren Verträglichkeit, bzw. die jeweils verträgliche Menge zu testen. Auf diese Weise wird die Ernährungsweise individuell angepasst und anschließend in dieser modifizierten Form fortgesetzt.